# 天生路
天生路是重庆市北碚区的一条南北走向的主干道，连贯北碚区新旧老城区，而整条天生路的西侧都是西南大学及西南大学实验农场。天生路北起天生路一号西南師範大學(现为西南大学北区）大門口，南至城南新区北碚区行政区。渝武高速公路北碚出口亦连接到天生路。

## 周围主要建筑
- 西南大学
- 西南大學現代農業示範中心
- 張自忠烈士陵園
- 斑竹村